# Hervé Flandin
Pour les articles homonymes, voir Flandin.
Hervé Flandin, né le 4 juin 1965 à Modane, est un biathlète français, médaillé olympique en relais en 1994.

## Biographie
Vivant à Bramans, il travaille d'abord dans les douanes et commence le biathlon en 1984. En 1985-1986, il commence à prendre part à la Coupe du monde, dont il monte sur son premier podium en 1988 à Antholz. Cette année, il est sélectionné pour ses premiers Jeux olympiques à Calgary. En 1990, il remporte sa première victoire dans un relais à Antholz, puis obtient deux médailles aux Championnats du monde, une en bronze sur la course par équipes et une en argent sur le relais. Il se classe également quatrième du sprint, son meilleur résultat individuel en grand championnat.
Il remporte l'unique victoire individuelle de sa carrière en Coupe du monde en s'imposant sur l'individuel 20 km de Canmore au Canada, le 14 mars 1991.
Aux Jeux olympiques d'hiver de 1994, il gagne la médaille de bronze du relais en compagnie de Thierry Dusserre, Patrice Bailly-Salins et Lionel Laurent. Il se classe par ailleurs huitième du sprint.
Il prend sa retraite sportive à l'issue de la saison 1996-1997.

## Palmarès

### Jeux olympiques d'hiver
| Épreuve / Édition   | Individuel | Sprint | Relais                              |
| ------------------- | ---------- | ------ | ----------------------------------- |
| JO 1988 Calgary     | 56e        | 52e    | 10e                                 |
| JO 1992 Albertville | -          | 10e    | 6e                                  |
| JO 1994 Lillehammer | 44e        | 8e     | Médaille de bronze, Jeux olympiques |

Légende :
- : troisième place, médaille d'argent
- — : pas de participation à l'épreuve

### Championnats du monde
| Épreuve     | 1987 à Lahti                     | 1989 à Feistritz | 1990 à Minsk, Oslo et Kontiolahti  | 1991 à Lahti | 1995 à Antholz                    | 1996 à Ruhpolding |
| ----------- | -------------------------------- | ---------------- | ---------------------------------- | ------------ | --------------------------------- | ----------------- |
| Individuel  | 13e                              | 25e              | 8e                                 | 28e          | 16e                               | -                 |
| Sprint      | 20e                              | 36e              | 4e                                 | 19e          | 7e                                | 45e               |
| Relais      | 7e                               | 5e               | Médaille d'argent, Coupe du Monde  | 6e           | Médaille d'argent, Coupe du Monde | 5e                |
| Par équipes | Épreuve inexistante à cette date | 8e               | Médaille de bronze, Coupe du Monde | 6e           | -                                 | -                 |

### Coupe du monde
- Meilleur classement général : 12e en 1994.
- 3 podiums individuels : 1 victoire (Canmore, 14 mars 1991), 1 deuxième place (Lahti, 9 mars 1995) et 1 troisième place (Antholz, 23 janvier 1988).
- 2 victoires en relais (Antholz, janvier 1990 et Ruhpolding, janvier 1994)[1].

#### Classements annuels
| Année | Classement général final |
| 1990  | 13e                      |
| 1991  | 23e                      |
| 1992  |                          |
| 1993  | 52e                      |
| 1994  | 12e                      |
| 1995  | 15e                      |
| 1996  | 23e                      |
| 1997  | 38e                      |

### Championnats du monde junior
- Médaille de bronze du relais en 1985[1].